# 오이시 료
오이시 료(일본어: 大石 玲, 1977년 7월 13일 ~ )는 일본의 전 축구 선수이다.

## 구단 경력
1996년 J1리그의 시미즈 에스펄스에 입단했다. 1999년 일본 풋볼 리그의 미토 홀리호크로 이적했다. 2000년부터 2005년까지 선 미야자키와 FC 류큐에서 뛰었다. 2005년후 현역 은퇴.